# Sebekhotep V
Jahetepra Sebekhotep, o Sebekhotep V, fue un faraón de la dinastía XIII que gobernó en Tebas durante unos cinco años, de ca. 1675 a 1671 a. C. o hasta 1667 a. C. Según el Canon Real de Turín reinó 4 años, ocho meses y 29 días.
Era, probablemente, hijo de Janeferra Sebekhotep (Sebekhotep IV) y de Nubhetepti; su esposa fue Jaesnebu.
Su nombre de trono, Jahetepra, significa "Ra, pacífica aparición".
W. Helck y otros estudiosos sugieren que en tiempos de Sebekhotep, o poco después, hubo un declive de poder que originó la formación de varios principados independientes. 
En esa época quizás surgieron los reyes hicsos en el delta del Nilo (Bajo Egipto).

## Testimonios de su época
Se ha encontrado varios objetos de su época:
- una estela de Tebas, hallada en el templo de Karnak,
- una estatua oferente, procedente de Kerma, que se exhibe en el Museo Egipcio de Berlín, aunque las inscripciones de su base están muy dañadas y es dudosa su atribución.[6] El egiptólogo Kim Ryholt afirma que era parte de una estatua conservada en Boston.[7]
- varios escarabeos con su nombre.

## Titulatura
| Titulatura | Jeroglífico | Transliteración (transcripción) - traducción - (referencias) |

| N5 | N28 | R4 |

| N5 | N28 | R4 |

| N5 | N28 | R4 |

| N5 | N28 | R4 |

| N5 | N28 | R4 |

| N5 | N28 | R4 |

| N5 | N28 | R4 |

| N5 | N28 | R4 |

| N5 | N28 | R4 |

| N5 | N28 | R4 |

| N5 | N28 | R4 |

| N5 | N28 | R4 |

| N5 | N28 | R4 |

| N5 | N28 | R4 |

| N5 | N28 | R4 |

| N5 | N28 | R4 |

| N5 | N28 · D36 | Y1V | R4 · t · p |

| N5 | N28 · D36 | Y1V | R4 · t · p |

| N5 | N28 · D36 | Y1V | R4 · t · p |

| N5 | N28 · D36 | Y1V | R4 · t · p |

| N5 | N28 · D36 | Y1V | R4 · t · p |

| N5 | N28 · D36 | Y1V | R4 · t · p |

| N5 | N28 · D36 | Y1V | R4 · t · p |

| N5 | N28 · D36 | Y1V | R4 · t · p |

| N5 | N28 · D36 | Y1V | R4 · t · p |

| N5 | N28 · D36 | Y1V | R4 · t · p |

| N5 | N28 · D36 | Y1V | R4 · t · p |

| N5 | N28 · D36 | Y1V | R4 · t · p |

| N5 | N28 · D36 | Y1V | R4 · t · p |

| N5 | N28 · D36 | Y1V | R4 · t · p |

| N5 | N28 · D36 | Y1V | R4 · t · p |

| N5 | N28 · D36 | Y1V | R4 · t · p |

| I4 | R4 · t · p |

| I4 | R4 · t · p |

| I4 | R4 · t · p |

| I4 | R4 · t · p |

| I4 | R4 · t · p |

| I4 | R4 · t · p |

| I4 | R4 · t · p |

| I4 | R4 · t · p |

| I4 | R4 · t · p |

| I4 | R4 · t · p |

| I4 | R4 · t · p |

| I4 | R4 · t · p |

| I4 | R4 · t · p |

| I4 | R4 · t · p |

| I4 | R4 · t · p |

| I4 | R4 · t · p |